# Kingsman : Services secrets
Pour les articles homonymes, voir Kingsman et Secret Service.
Série Kingsman
Kingsman : Le Cercle d'or
(2017)
Pour plus de détails, voir Fiche technique et Distribution.
Kingsman : Services secrets (Kingsman: The Secret Service) est un film d'espionnage britannico-américain réalisé par Matthew Vaughn, sorti en 2014.

Logo de l'organisation Kingsman.

Il s'agit de l'adaptation du comic book The Secret Service de Dave Gibbons et Mark Millar édité par Icon Comics. Le succès commercial du film engendre une série de films. Une suite, Kingsman : Le Cercle d'or, sort en 2017 puis une préquelle en 2021, The King's Man : Première Mission. D'autres films sont envisagés.

## Synopsis
Durant une mission au Moyen-Orient en 1997, l'espion britannique Harry Hart et deux de ses agents échappent à la mort grâce au sacrifice de l'un d'eux. À son retour en Angleterre, Harry tente de réconforter la veuve de celui-ci. Mais elle demeure inconsolable et refuse la médaille de bravoure que Harry lui offre. Il la confie alors au jeune fils de celle-ci, Gary « Eggsy » Unwin. Cette médaille comporte un numéro de téléphone, à utiliser en cas d'urgence avec un mot de passe : « Des Oxford, pas des Brogues. »
Dix-sept ans plus tard, le professeur James Arnold est enlevé et retenu dans les montagnes argentines par les sbires de Richmond Valentine, un homme d'affaires milliardaire. Au cours de cet affrontement, l'agent Lancelot est tué par Gazelle, redoutable tueuse au service de Valentine. Tout comme Harry Hart, Lancelot fait partie d'une agence d'espionnage privée nommée Kingsman, dont le quartier général est situé dans la boutique d'un tailleur à Savile Row. Selon la coutume, l'agence doit trouver un remplaçant à Lancelot : chacun des agents de Kingsman doit proposer un candidat pouvant remplacer le défunt. Un seul sera retenu.
Le jeune Eggsy appelle à l'aide Harry Hart, grâce au numéro de la médaille de bravoure. Il risque 18 mois de prison pour vol de voiture. Bien qu'intelligent et capable, Eggsy est devenu un jeune adulte sans emploi vivant avec sa mère, sa demi-sœur et Dean, son beau-père violent. Après avoir quitté la formation des Royal Marines, il n'a pas de projets pour l'avenir. Harry reçoit l'appel d'Eggsy et le fait libérer très rapidement. Après plusieurs démonstrations de leurs talents respectifs, Harry décide de choisir Eggsy comme candidat.
Malgré ses origines modestes, Eggsy rejoint le programme de formation, dirigé par l'agent Merlin. Le jeune homme issu des quartiers populaires y côtoie des gens de milieux privilégiés. Au cours de la première nuit de l'entrainement, Eggsy, qui s'est lié d'amitié avec Roxanne « Roxy », échappe à la noyade, mais n'empêche pas, comme ses condisciples, la mort d'une de leurs coéquipières. Le lendemain, les novices, qui aspirent tous à devenir le nouvel agent Lancelot, doivent choisir un chiot. Roxy décide de prendre un caniche pour plusieurs raisons dont la facilité à le dresser, et Eggsy choisit un carlin, pensant qu'il s'agit d'un bébé bulldog.
En parallèle, les Kingsman doivent déjouer un complot mondial. Harry interroge violemment le professeur Arnold, qui prétend ne jamais avoir été enlevé. Mais celui-ci meurt en implosant et laisse Harry dans le coma. Ce dernier se réveille le matin où Valentine annonce mondialement qu'il offre des cartes SIM permettant d'accéder gratuitement à son réseau téléphonique et à Internet.
Lors d'un entrainement, les six derniers candidats sautent en parachute. L'épreuve consiste à sauter dans le vide et ouvrir leur parachute suffisamment tard pour ne pas être détecté par un radar. Alors que tous sont en chute libre, Merlin leur demande par radio ce qu'il adviendrait si l'un d'entre eux n'avait pas de parachute. Eggsy leur propose alors de se tenir les uns les autres et d'ouvrir leur parachute à tour de rôle. Il finit par se retrouver seul avec Roxy, qui ouvre également le sien. Après l’atterrissage, Merlin montre à Eggsy qu'il en avait également un, et que l'épreuve visait en fait à tester la solidarité entre équipiers. Lors de cette épreuve, trois autres novices sont éliminés. Seuls Roxy, Eggsy et Charlie sont encore dans la course. Peu après, les trois derniers candidats doivent séduire une fille dans un night-club, en mettant en œuvre les techniques qui leur ont été enseignées. Mais les trois jeunes se font droguer par un inconnu et se retrouvent peu après attachés sur les rails d'un chemin de fer. Le ravisseur leur demande tour à tour le nom du chef des Kingsman sous peine de se faire écraser par un train en approche. Toute la mise en scène s'avère être en fait un test, réussi par Eggsy et Roxy qui n'ont pas révélé l'identité d'Arthur, soit Chester King, au contraire de Charlie, qui, ayant choisi de trahir l'agence, se fait disqualifier.
Comme dernière épreuve, Roxy et Eggsy doivent abattre leur chien dans des salles différentes séparées. Roxy finit par le faire, tandis qu'Eggsy, qui ne peut se résoudre à tirer sur son carlin baptisé JB (pour Jack Bauer), se fait renvoyer. Chez lui, il décide, en voyant l'œil au beurre noir de sa mère, d'aller combattre son beau-père qui en est responsable. Harry, qui a enquêté sur Valentine pendant ce temps, l'en empêche et l'amène chez lui. Il avoue sa déception concernant le carlin et lui explique qu'il s'agissait de balles à blanc : l'épreuve visait à tester les nerfs et le cran des novices. Il lui apprend aussi que la candidate, apparemment décédée par noyade lors de la première épreuve, était en fait une employée de Kingsman et qu'elle est toujours bien vivante. Après la conversation, Harry part pour le Kentucky pour une mission.
Richmond Valentine, qui a autrefois tenté de résoudre le problème du changement climatique sans y parvenir, a maintenant décidé de réduire drastiquement la population humaine sur Terre, en utilisant les cartes SIM qu'il a distribuées gratuitement : celles-ci possèdent en effet une fonction cachée permettant de lever les inhibitions des personnes et d'exciter leurs centres d'agressivité. Une fois activées, les gens aux alentours s’entre-tuent. C'est ainsi que Harry décime les fidèles d'une église extrémiste ; il est ensuite tué par Valentine en personne.
Eggsy se rend au siège de Kingsman, où il retrouve Arthur, qui se révèle être en fait un des convertis de Valentine. Arthur explique au jeune homme le point de vue du milliardaire : l'humanité est comme un virus, la fièvre est le réchauffement climatique, et Valentine a l'intention d'éliminer le « virus » grâce à un signal diffusé partout dans le monde, épargnant seulement ceux qu'il juge dignes de vivre et qui ont accepté ses conditions. Après leur discussion, Arthur tente d'éliminer Eggsy avec un verre d'alcool empoisonné. Mais Eggsy, grâce à sa dextérité, a interverti subrepticement les verres, et Arthur meurt après avoir bu le liquide empoisonné. Avec l'aide de Roxy, devenue le nouveau Lancelot, et de Merlin, Eggsy tente d'empêcher le projet criminel de Valentine, retranché dans un bunker en montagne, malgré le peu de temps qui reste.
Tandis qu'Eggsy et Merlin se rendent en avion dans le bunker, Roxy, installée dans un ballon stratosphérique, réussit à désactiver le réseau de Valentine en détruisant un des satellites grâce à un missile. Mais le milliardaire parvient à remplacer le satellite détruit par un autre, qu'un de ses contacts accepte de lui prêter, ce qui permet de déclencher le chaos mondial. Pendant ce temps, Merlin pirate le système de sécurité de Valentine et active un protocole de sécurité dans les puces implantées sur les VIP dignes de vivre pour Valentine, les tuant tous sauf Valentine et Gazelle. Eggsy se bat avec Gazelle et la tue avec la pointe de lame empoisonnée de sa chaussure, puis lance l'une des prothèses de cette dernière sur Valentine pour lui transpercer la poitrine, ce qui met fin à la connexion maléfique.
Peu après les événements, Eggsy est devenu un agent Kingsman. Il retrouve sa mère et sa demi-sœur dans un bar et lui propose d'aller vivre dans une nouvelle maison pour les éloigner de son beau-père violent. Ce dernier tente de le maîtriser avec ses complices, mais Eggsy, désormais entraîné au combat, se prépare à balayer les voyous du bar comme Harry l'avait fait devant lui auparavant.

## Fiche technique
Sauf indication contraire, les informations mentionnées dans cette section peuvent être confirmées par les bases de données cinématographiques IMDb et Allociné,  présentes dans la section « Liens externes ».
- Titre original : Kingsman: The Secret Service
- Titre français et québécois : Kingsman : Services secrets[1]
- Réalisation : Matthew Vaughn
- Scénario : Jane Goldman et Matthew Vaughn, d'après le comic book The Secret Service de Dave Gibbons et Mark Millar édité par Icon Comics
- Musique : Henry Jackman et Matthew Margeson
- Direction artistique : Andrew Ackland-Snow, Steve Carter, Joe Howard, Paul Spriggs, Andy Thomson, Tom Whitehead et Keith Pain
- Décors : Paul Kirby
- Costumes : Arianne Phillips
- Photographie : George Richmond
- Son : Matthew Collinge, Mike Prestwood Smith, Danny Sheehan
- Montage : Jon Harris et Eddie Hamilton
- Production : Matthew Vaughn, Adam Bohling et David Reid
  - Production déléguée : Dave Gibbons, Mark Millar, Claudia Schiffer (Claudia Vaughn), Pierre Lagrange et Stephen Marks
  - Coproduction : Jane Goldman
- Sociétés de production :
  - Royaume-Uni : Marv Films et Cloudy Productions
  - États-Unis : en association avec TSG Entertainment, présenté par Twentieth Century Fox
- Sociétés de distribution : Twentieth Century Fox (Royaume-Uni et États-Unis) ; 20th Century Studios France (France) ; Warner Bros. (Suisse romande)
- Budget : 81 millions de $[2]
- Pays de production :  Royaume-Uni,  États-Unis
- Langues originales : anglais, arabe, suédois
- Format : couleur — 35 mm / Codex — 2,39:1 (Cinémascope) — son Datasat / Dolby Atmos
- Genre : action, aventures, espionnage, comédie, thriller
- Durée : 129 minutes
- Dates de sortie[3] :
  - États-Unis : 13 décembre 2014 (Festival du film Butt-Numb-A-Thon) ; 13 février 2015 (sortie nationale)
  - Royaume-Uni : 29 janvier 2015
  - Québec : 13 février 2015[1]
  - France, Belgique, Suisse romande : 18 février 2015[4],[5],[6]
- Classification[7] :
  - Royaume-Uni : interdit aux moins de 15 ans (15 - Suitable only for 15 years and over)[8]
  - États-Unis : interdit aux moins de 17 ans (R – Restricted)[N 1]
  - France : tous publics avec avertissement[4],[9],[N 2]
  - Belgique : potentiellement préjudiciable jusqu'à 12 ans (Mogelijk schadelijk voor kinderen onder de 12 jaar)[5]
  - Suisse romande : interdit aux moins de 14 ans[10]
  - Québec : 13 ans et plus (Langage vulgaire - violence)[1],[11]

## Distribution
- Taron Egerton (VF : François Deblock ; VQ : Louis-Philippe Berthiaume) : Gary « Eggsy » Unwin
- Colin Firth (VF : Christian Gonon ; VQ : Jean-Luc Montminy) : Harry Hart / Galahad
- Samuel L. Jackson (VF : Thierry Desroses ; VQ : James Hyndman) : Richmond Valentine
- Mark Strong (VF : Éric Herson-Macarel ; VQ : Marc-André Bélanger) : Merlin
- Michael Caine (VF : Frédéric Cerdal ; VQ : Vincent Davy) : Chester King / Arthur
- Sophie Cookson (VF : Capucine Delaby ; VQ : Sarah-Jeanne Labrosse) : Roxanne « Roxy » Morton / Lancelot
- Mark Hamill[12] (VF : Dominique Collignon-Maurin ; VQ : François L'Écuyer) : le professeur James Arnold
- Sofia Boutella[13] (VF : Angèle Humeau ; VQ : Laurence Dauphinais) : Gazelle
- Edward Holcroft (VF : Donald Reignoux ; VQ : Renaud Paradis) : Charles « Charlie » Hesketh
- Jack Davenport (VQ : Paul Sarrasin) : James Spencer / Lancelot
- Jack Cutmore-Scott (VF : Mathias Kozlowski) : Rufus Saville
- Geoff Bell (VF : Patrick Béthune ; VQ : Benoit Rousseau) : Dean Baker
- Samantha Womack (VF : Marianne Basler ; VQ : Mélanie Laberge) : Michelle Unwin
- Hanna Alström (VF : Ruth Vega Fernandez) : la princesse Tilde
- Bjørn Floberg (VF : Georges Claisse ; VQ : Marc Bellier) : le Premier ministre de Suède Morten Lindström
- Corey Johnson (VF : Lionel Tua ; VQ : Thiéry Dubé) : le chef religieux
- Nicholas Banks : Digby Barker
- Tom Prior : Hugo Higgins
- Fiona Hampton : Amelia
- Jonno Davies (en) : Lee Unwin
- Morgan Watkins (en) : Rottweiler
- Jordan Long : Poodle
- Lily Travers (en) : Lady Sophie
- Richard Brake (VF : Jérôme Pauwels ; VQ : Daniel Picard) : un interrogateur
- Ralph Ineson : un policier
- Andrew Bridgmont (en) (VF : Jean-Philippe Puymartin ; VQ : Jacques Lavallée) : le tailleur de Kingsman

Sources et légendes : version française (VF) sur AlloDoublage et sur carton de doublage et version québécoise (VQ) sur Doublage.qc.ca

Photos des acteurs principaux
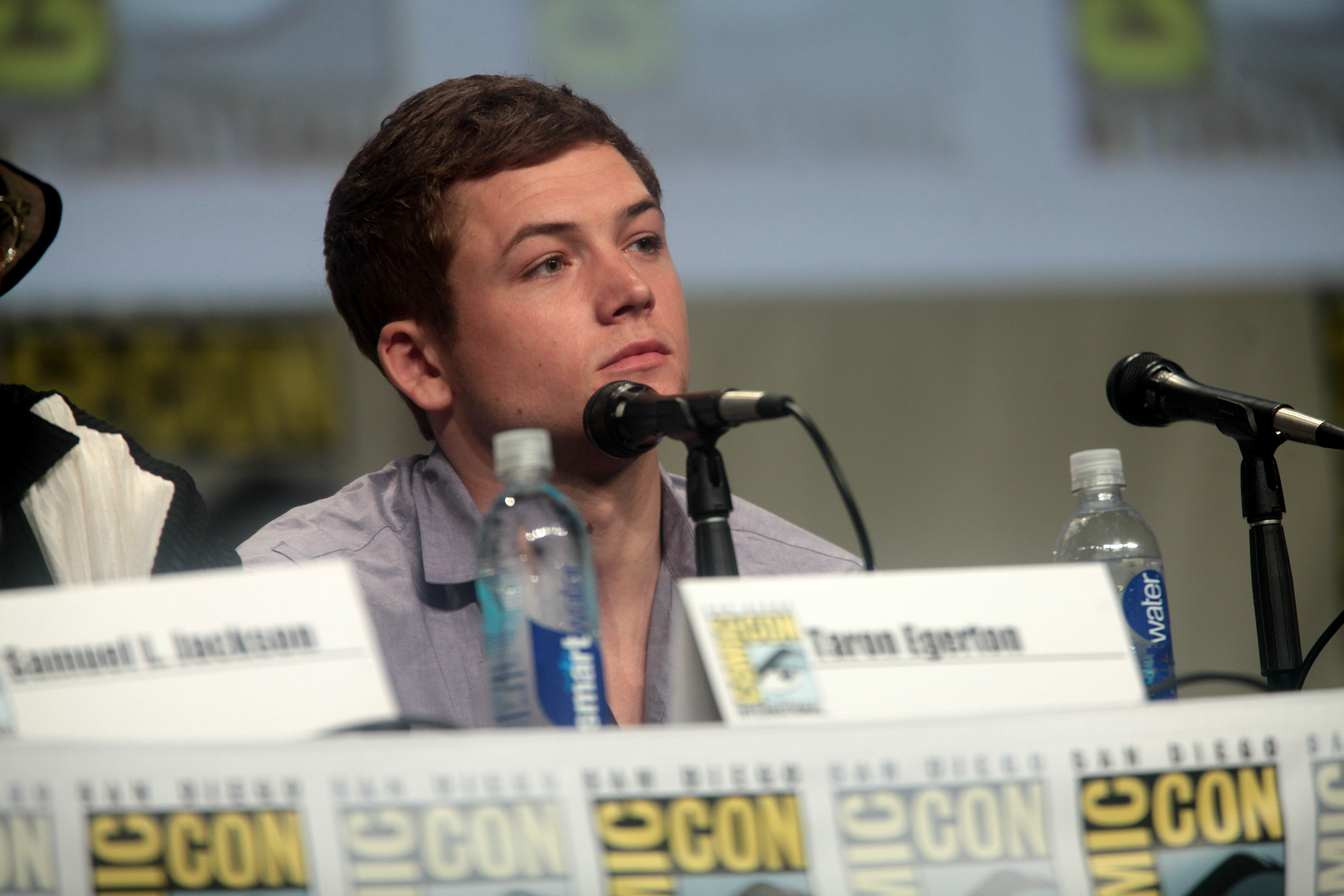
Taron Egerton interprète Gary « Eggsy » Unwin
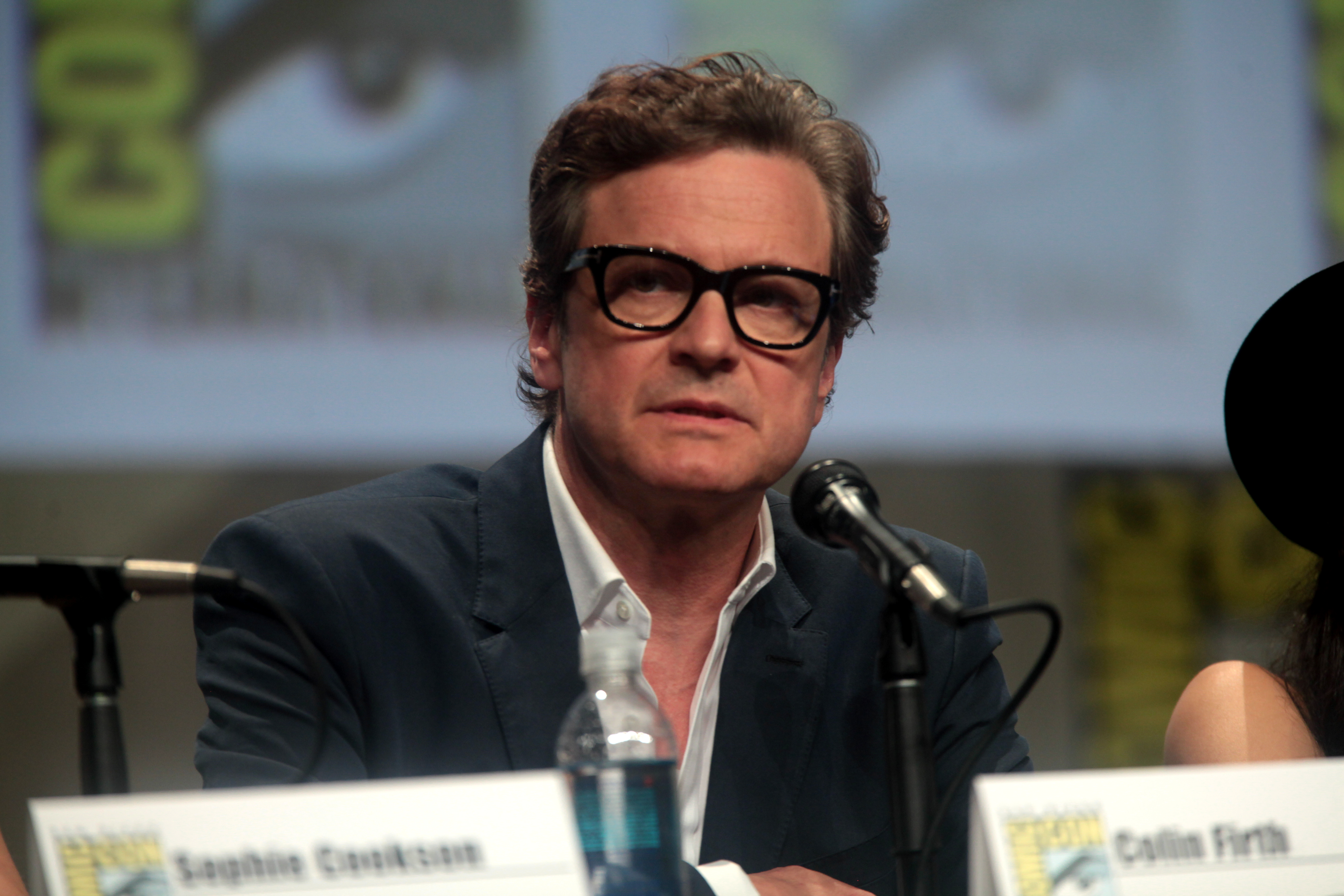
Colin Firth interprète Harry Hart / Galahad
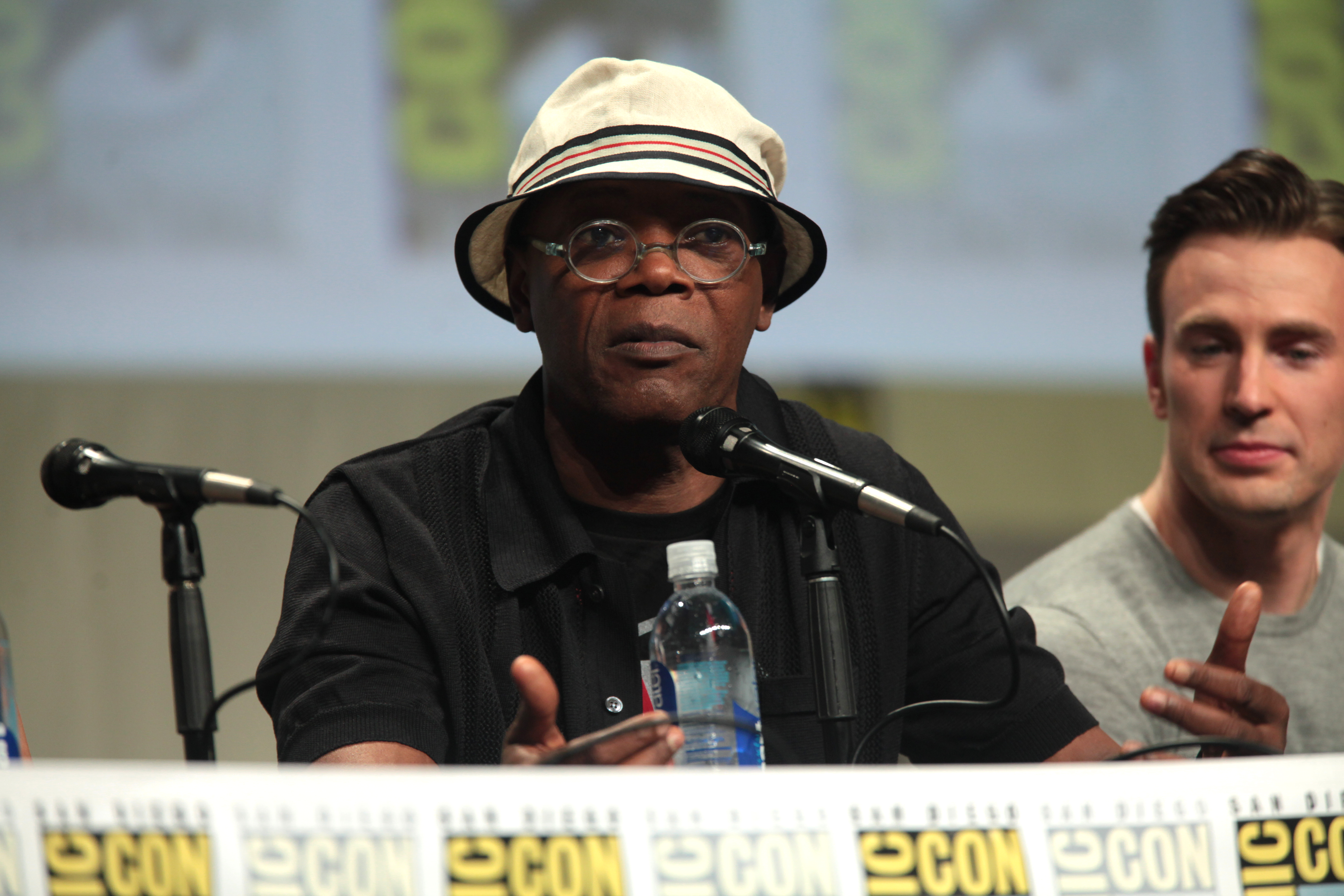
Samuel L. Jackson interprète Richmond Valentine
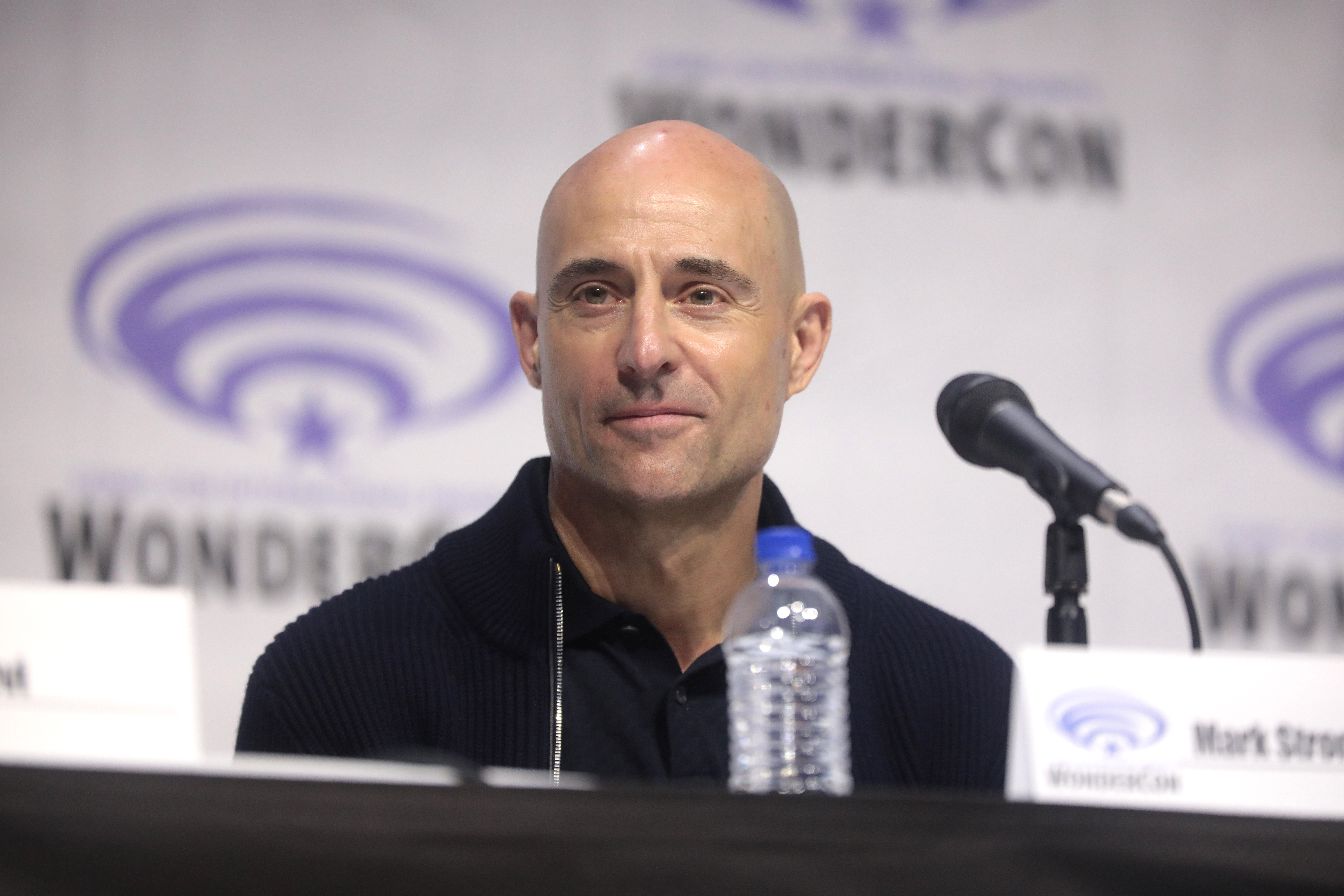
Mark Strong interprète Merlin
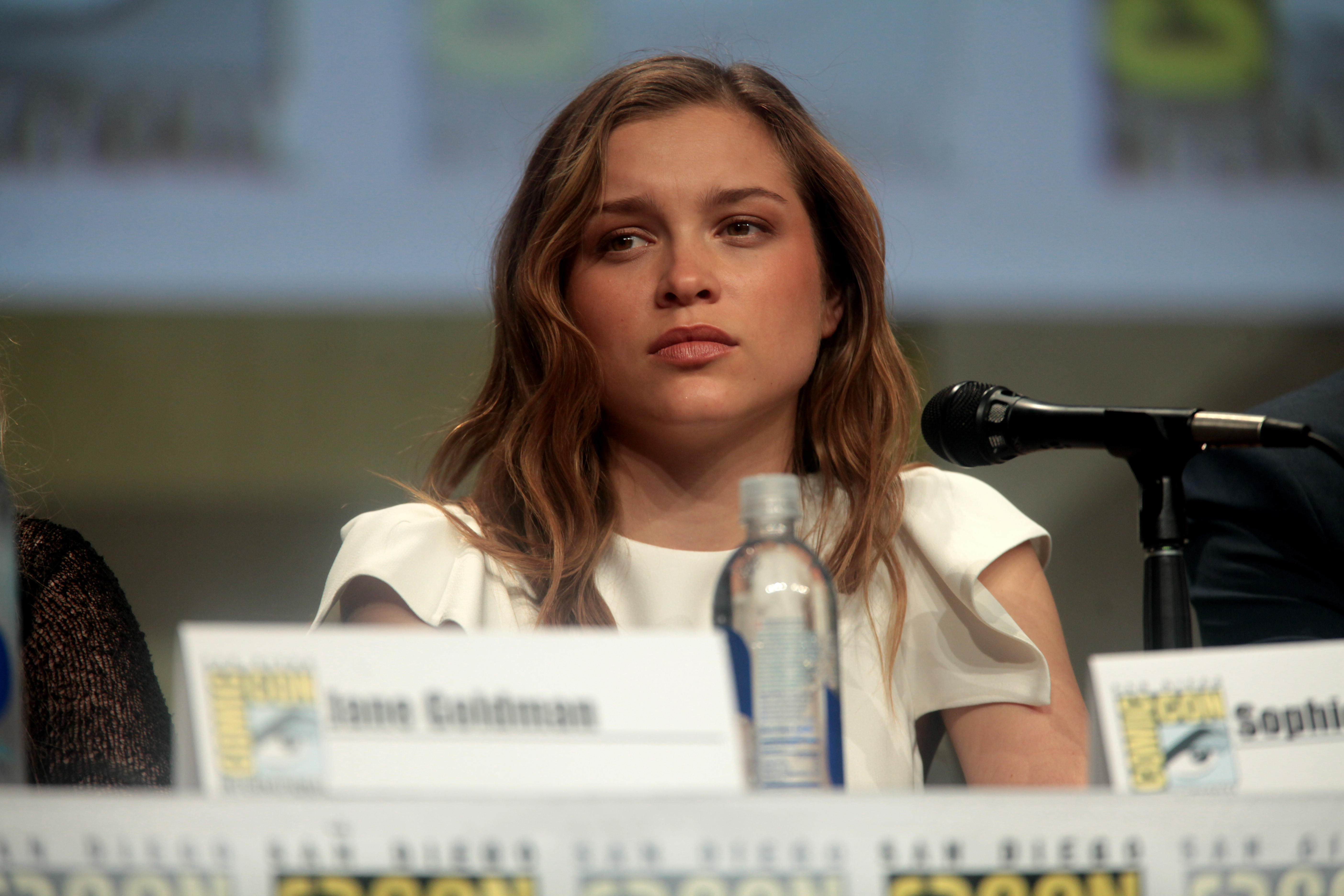
Sophie Cookson interprète Roxy
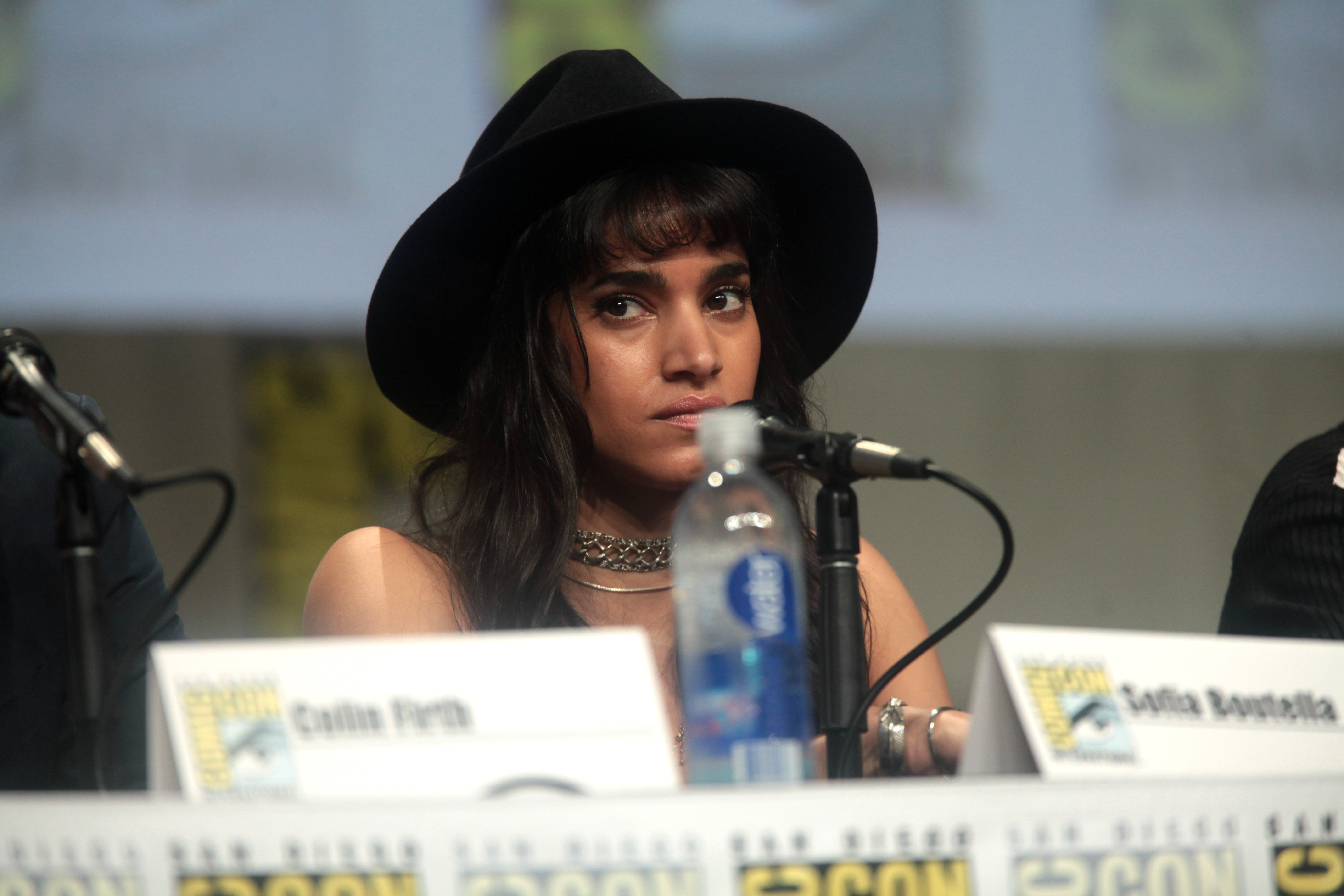
Sofia Boutella interprète Gazelle

## Production

### Développement
Le film est annoncé en octobre 2012 après le départ de Matthew Vaughn du projet X-Men: Days of Future Past. Il préfère se concentrer sur l'adaptation cinématographique du comic book The Secret Service de Dave Gibbons et Mark Millar. Le réalisateur avait déjà adapté un autre comic de Mark Millar, Kick-Ass. C'est d'ailleurs durant le tournage de Kick-Ass que Mark Millar et Matthew Vaughn ont envisagé cette histoire et cet univers influencé par James Bond. Le premier volume du comic sort le 11 avril 2012.

### Attribution des rôles
Le rôle d'Eggsy a d'abord été proposé à Aaron Taylor-Johnson, puis à Jack O'Connell et John Boyega. Taron Egerton est choisi après les auditions.
Pour incarner Roxy, Bella Heathcote et Emma Watson ont été évoquées avant que la moins connue Sophie Cookson ne soit finalement choisie.
Plusieurs rumeurs annonçaient des caméos de célébrités comme Adele, Elton John,, Lady Gaga, ou encore David Beckham. Ils n'apparaissent pas dans le film. Elton John sera cependant présent dans la suite.

### Tournage
Le tournage débute le 6 octobre 2013 à Deepcut, un village militaire situé à Surrey Heath dans le Sud-Est de l'Angleterre,,. Quelques scènes ont été tournées à Londres.

## Musique
Musiques préexistantes :
- Heavy Crown – Iggy Azalea featuring Ellie Goulding
- Aquatic 15 – Viktor Petrov
- Bonkers – Dizzee Rascal & Armand van Helden
- Feel the Love – Rudimental feat. John Newman
- Free Bird – Lynyrd Skynyrd
- Give It Up – KC and the Sunshine Band
- Slave to Love (12″ Remix) – Bryan Ferry
- Get Ready For It – Take That
- Money for Nothing – Dire Straits
- Pomp and Circumstance – Edward Elgar
- Suffragette City de David Bowie (dans la bande-annonce du film)[18].

### Bande originale
La musique du film est composée par Henry Jackman et Matthew Margeson.
Liste des titres
1. Manners Maketh Man
2. The Medallion
3. Valentine
4. To Become a Kingsman
5. Pick a Puppy
6. Drinks with Valentine
7. Skydiving
8. Shame We Had to Grow Up
9. Kentucky Christians
10. Curious Scars and Implants
11. Toast to a Kingsman
12. An 1815 Napoleonic Brandy
13. Eat, Drink, and Paaaaarty
14. Calculated Infiltration
15. Out of Options
16. Hand on the Machine
17. Finale
18. Original Valentine Ideas (demo Suite)

## Accueil

### Promotion
En janvier 2015, la 20th Century Fox et le site Internet TalentHouse organisent un concours de création d'affiches sur Internet. Les internautes pouvaient ensuite voter pour leur préférée. Le vainqueur de ce vote reçoit 500 dollars, et celui qui est choisi par la Fox et le réalisateur obtient 3 000 dollars,.

### Sortie
Le film devait à l'origine sortir aux États-Unis le 14 novembre 2014 et en France le 19 novembre 2014. La sortie est finalement repoussée en février 2015 à travers le monde. Au Royaume-Uni, quelques scènes jugées trop violentes ont été coupées pour permettre une classification Suitable only for 15 years and over (convient uniquement aux personnes âgées de 15 ans et plus).

### Accueil critique
Aux États-Unis, le film reçoit des critiques plutôt positives. Sur l'agrégateur Rotten Tomatoes, il obtient 74 % d'opinions favorables, pour 254 critiques recensées. Sur Metacritic, le film décroche une moyenne de 59/100 pour 38 critiques.
En France, Kingsman obtient une note moyenne de 3,9/5 pour 24 titres de presse. Du côté des avis positifs, Aurélien Allin écrit dans Cinemateaser « Matthew Vaughn invite toute la culture anglaise à botter les fesses du désormais trop sérieux film d'espionnage » et pense que le film est « Jouissif et complètement cinglé ». Marilyne Letertre de Metro décrit le film comme « la rencontre d’un château Yquem et d’un Big Mac ». Jacky Bornet de Culturebox - France TV écrit : « Cela faisait longtemps qu'un film de pur divertissement n'était parvenu à une telle perfection ». Sur le site FilmsActu, Fabien Waxin voit un « [v]ibrant hommage à un genre aujourd'hui disparu » et trouve que le film « est une véritable pépite, un morceau de péloche ultra moderne, couillu, drôle et ultra-violent ». La critique du Dauphiné libéré souligne la performance de Colin Firth (« impayablement british ») et « une belle idée de scénario, qui vise à rien de moins qu’à faire émerger un nouveau James Bond ». Dans Le Journal du dimanche, Baptiste Thion écrit que « Matthew Vaughn réinvente le film d’espionnage avec un humour potache et irrévérencieux, tout en multipliant les clins d’œil aux classiques du genre et en détournant les codes ».
Certains critiques français sont plus partagés. Comme Jean-Baptiste Herment de Mad Movies : « Du spectacle ironique et décontracté. Un peu trop d'ailleurs… ». Dans Télérama, Frédéric Strauss écrit que le « réalisateur Matthew Vaughn possède les qualités de ses deux héros. […] Mais (il) […] sait aussi avoir mauvais goût. Adaptant, à nouveau, une bande dessinée, il ne recule devant aucun excès ». Thomas Sotinel du Monde est beaucoup moins élogieux. Il pense que c'est un « symptôme un peu inquiétant, pas très ragoûtant » de la « fascination des Britanniques pour leur propre système de classes sociales ».

### Box-office
| Pays ou région    | Box-office        | Date d'arrêt du box-office | Nombre de semaines |
| ----------------- | ----------------- | -------------------------- | ------------------ |
| États-Unis Canada | 128 261 724 $     | 9 juillet 2015             | 21                 |
| France            | 1 656 721 entrées | 1er avril 2015             | 7                  |
| Total mondial     | 414 351 546 $     | -                          | -                  |

### Scènes coupées dans certains pays
- Au Vietnam, en Argentine et en Indonésie, la fameuse scène du massacre de l'église est totalement coupée.
- Lors de la diffusion télévisée en Allemagne, la chaine Pro7 coupe plus de 7 minutes du film pour en permettre la diffusion en prime time[38].
- Plusieurs versions vidéo ont également coupé la scène où la princesse Tilde propose à Eggsy une sodomie s'il sauve le monde (01:51:34) et la brève scène où celle-ci démontre assez explicitement qu'elle va tenir sa promesse (01:59:29), scène remplacée par un travelling et un flou sur la couverture du lit. Juste avant cela, la scène où Merlin donne à Eggsy le code d’ouverture de la porte de la cellule de la princesse (2625 soit « anal » sur le clavier alphabétique d’un téléphone) est néanmoins maintenue, mais n’est connue que des initiés. Matthew Vaughn raconte que cette blague a choqué 20% des spectateurs lors de la pré-projection, mais qu'il a choisi de la conserver à dessein[39].

## Distinctions

### Distinctions2015
| Distinctions 2015 du film Kingsman : Services secrets | Distinctions 2015 du film Kingsman : Services secrets             | Distinctions 2015 du film Kingsman : Services secrets | Distinctions 2015 du film Kingsman : Services secrets | Distinctions 2015 du film Kingsman : Services secrets |
| Évènements                                            | Catégorie / Récompense                                            | Nommé(es) / Lauréat(es)                               | Résultats                                             |                                                       |
| ----------------------------------------------------- | ----------------------------------------------------------------- | ----------------------------------------------------- | ----------------------------------------------------- | ----------------------------------------------------- |
| ASCAP Film and Television Music Awards                | ASCAP Award des meilleurs films au box-office                     | Matthew Margeson et Henry Jackman                     | Lauréat                                               |                                                       |
| Empire Awards                                         | Empire Award du meilleur film britannique                         | Kingsman : Services secrets                           | Lauréat                                               |                                                       |
| Empire Awards                                         | Empire Award du meilleur espoir                                   | Taron Egerton                                         | Lauréat                                               |                                                       |
| Empire Awards                                         | Meilleur thriller                                                 | Kingsman : Services secrets                           | Nomination                                            |                                                       |
| Empire Awards                                         | Meilleur espoir féminin                                           | Sophie Cookson                                        | Nomination                                            |                                                       |
| Golden Schmoes Awards                                 | Golden Schmoes du film le plus sous-estimé de l'année             | Kingsman : Services secrets                           | Lauréat                                               |                                                       |
| Golden Schmoes Awards                                 | Golden Schmoes de la meilleure scène d'action de l'année          | séquence du combat à l'église                         | Lauréat                                               |                                                       |
| Golden Schmoes Awards                                 | La plus grande surprise de l'année                                | Kingsman : Services secrets                           | Nomination                                            |                                                       |
| Golden Schmoes Awards                                 | Meilleure révélation de l'année                                   | Taron Egerton                                         | Nomination                                            |                                                       |
| Golden Schmoes Awards                                 | Personnage le plus cool de l'année                                | Harry Hart / Galahad - Colin Firth                    | Nomination                                            |                                                       |
| Golden Schmoes Awards                                 | Scène la plus mémorable d'un film                                 | séquence du combat à l'église                         | Nomination                                            |                                                       |
| Golden Schmoes Awards                                 | Meilleure réplique de l'année                                     | « Les manières font l'homme. »                        | Nomination                                            |                                                       |
| Golden Trailer Awards                                 | Meilleure bande-annonce d'un film d’action                        | Twentieth Century Fox et Wild Card                    | Nomination                                            |                                                       |
| Golden Trailer Awards                                 | Meilleur panneau d'affichage                                      | Twentieth Century Fox et The Refinery                 | Nomination                                            |                                                       |
| IGN Summer Movie Awards                               | IGN People's Choice Award du meilleur film d'adaptation de Comics | Kingsman : Services secrets                           | Lauréat                                               |                                                       |
| IGN Summer Movie Awards                               | IGN Award du meilleur film d'adaptation de Comics                 | Kingsman : Services secrets                           | Lauréat                                               |                                                       |
| IGN Summer Movie Awards                               | Meilleur film d'action                                            | Kingsman : Services secrets                           | Nomination                                            |                                                       |
| Teen Choice Awards                                    | Meilleur film d'action                                            | Kingsman : Services secrets                           | Nomination                                            |                                                       |
| Teen Choice Awards                                    | Meilleure révélation                                              | Taron Egerton                                         | Nomination                                            |                                                       |

### Distinctions2016
| Distinctions 2016 du film Kingsman : Services secrets                | Distinctions 2016 du film Kingsman : Services secrets                                        | Distinctions 2016 du film Kingsman : Services secrets                        | Distinctions 2016 du film Kingsman : Services secrets | Distinctions 2016 du film Kingsman : Services secrets |
| Évènements                                                           | Catégorie / Récompense                                                                       | Nommé(es) / Lauréat(es)                                                      | Résultats                                             |                                                       |
| -------------------------------------------------------------------- | -------------------------------------------------------------------------------------------- | ---------------------------------------------------------------------------- | ----------------------------------------------------- | ----------------------------------------------------- |
| Academy of Science Fiction, Fantasy and Horror Films - Saturn Awards | Meilleur film tiré d'un comics                                                               | Kingsman : Services secrets                                                  | Nomination                                            |                                                       |
| Academy of Science Fiction, Fantasy and Horror Films - Saturn Awards | Meilleure réalisation                                                                        | Jon Harris et Eddie Hamilton                                                 | Nomination                                            |                                                       |
| Academy of Science Fiction, Fantasy and Horror Films - Saturn Awards | Meilleur acteur                                                                              | Taron Egerton                                                                | Nomination                                            |                                                       |
| Academy of Science Fiction, Fantasy and Horror Films - Saturn Awards | Meilleur scénario                                                                            | Jane Goldman et Matthew Vaughn                                               | Nomination                                            |                                                       |
| Academy of Science Fiction, Fantasy and Horror Films - Saturn Awards | Meilleurs costumes                                                                           | Arianne Phillips                                                             | Nomination                                            |                                                       |
| Costume Designers Guild                                              | Meilleur film en costumes contemporains                                                      | Arianne Phillips                                                             | Nomination                                            |                                                       |
| Digital creation genie awards                                        | Meilleurs effets visuels - Long métrage                                                      | Ian Neil                                                                     | Nomination                                            |                                                       |
| Golden Trailer Awards                                                | Meilleur spot télévisé étranger                                                              | Twentieth Century Fox et Mob Scene                                           | Nomination                                            |                                                       |
| Guild of Music Supervisors Awards                                    | Meilleure supervision musicale dans les films d'un budget supérieur à 25 millions de dollars | Ian Neil                                                                     | Nomination                                            |                                                       |
| Huading Awards                                                       | Meilleur acteur mondial dans un film                                                         | Colin Firth                                                                  | Nomination                                            |                                                       |
| International Film Music Critics Association Awards                  | Meilleure musique originale d’un film d'action / aventure / thriller                         | Henry Jackman et Matthew Margeson                                            | Nomination                                            |                                                       |
| Japan Academy Prize                                                  | Meilleur film étranger                                                                       | Kingsman : Services secrets                                                  | Nomination                                            |                                                       |
| London Film Critics Circle                                           | Acteur britannique / irlandais de l'année                                                    | Michael Caine                                                                | Nomination                                            |                                                       |
| MTV Movie Awards                                                     | Meilleur méchant                                                                             | Samuel L. Jackson                                                            | Nomination                                            |                                                       |
| National Film Awards UK                                              | National Film Award du film de la meilleure révélation                                       | Taron Egerton                                                                | Lauréat                                               |                                                       |
| National Film Awards UK                                              | National Film Award du film du meilleur acteur dans un second rôle                           | Samuel L. Jackson                                                            | Lauréat                                               |                                                       |
| National Film Awards UK                                              | Meilleur acteur                                                                              | Colin Firth                                                                  | Nomination                                            |                                                       |
| National Film Awards UK                                              | Meilleur acteur                                                                              | Taron Egerton                                                                | Nomination                                            |                                                       |
| National Film Awards UK                                              | Meilleure performance révolutionnaire dans un film                                           | Colin Firth                                                                  | Nomination                                            |                                                       |
| National Film Awards UK                                              | Meilleure actrice dans un second rôle                                                        | Sofia Boutella                                                               | Nomination                                            |                                                       |
| National Film Awards UK                                              | Meilleur acteur dans un second rôle                                                          | Michael Caine                                                                | Nomination                                            |                                                       |
| Russian National Movie Awards                                        | Georges Award de la meilleure comédie étrangère de l'année                                   | Kingsman : Services secrets                                                  | Lauréat                                               |                                                       |
| Russian National Movie Awards                                        | Meilleur film d'action étranger de l'année                                                   | Kingsman : Services secrets                                                  | Nomination                                            |                                                       |
| Russian National Movie Awards                                        | Meilleur héros étranger de l'année                                                           | Harry "Galahad" Hart - Colin Firth                                           | Nomination                                            |                                                       |
| Russian National Movie Awards                                        | Meilleur méchant étranger de l'année                                                         | Richmond Valentine - Samuel L. Jackson                                       | Nomination                                            |                                                       |
| Taurus World Stunt Awards                                            | Taurus World Stunt Award des cascades du meilleur combat                                     | Damien Walters, Rick English, Rudolf Vrba, James Harris et Greg Townley      | Lauréat                                               |                                                       |
| Taurus World Stunt Awards                                            | Meilleur coordinateur de cascade et/ou réalisateur de la 2e équipe                           | Bradley James Allan et Marv Films                                            | Nomination                                            |                                                       |
| Taurus World Stunt Awards                                            | Meilleur combat                                                                              | Rick English, Rory Mulroe, James Harris, Cali Nelle et Sebastian Zaniesienko | Nomination                                            |                                                       |

## Analyse

### Différences entre le comic et le film
- Dans la bande dessinée originale, Gazelle est un homme avec des jambes bioniques. Dans le film, c'est une femme danseuse-acrobate avec des lames ultra tranchantes aux jambes. Elle est incarnée par la danseuse de break dance franco-algérienne Sofia Boutella[18].
- Dans le comic, le méchant principal est le docteur James Arnold, alors que dans le film, le professeur James Arnold est une victime enlevée par les hommes de Richmond Valentine. Par ailleurs, dans le comic, le scientifique capturé se nomme Mark Hamill. Ironiquement, le professeur Arnold est incarné par Mark Hamill à l'écran.
- Le personnage de Harry Hart s'appelle Jack London dans le comic, et le jeune Gary « Eggsy » Unwin se nomme Gary London dans le comic. Dans la bande-dessinée, le jeune homme est le neveu de Jack London, alors qu'ils n'ont aucun lien dans le film[16].
- Dans le film, les espions travaillent pour une agence privée nommée Kingsman (« l'homme du roi »), et tous les membres portent des noms de code faisant référence aux chevaliers de la Table ronde et à la légende arthurienne : le chef est Arthur et les agents se nomment Galaad (Colin Firth), Merlin (Mark Strong), Lancelot (Jack Davenport), etc. Mais dans le comic, les agents travaillent pour le MI6[16].

## Autour du film

### Éditions en vidéo
- En France, le film Kingsman : Services secrets est sorti en VOD le 24 juin 2015[4]. Par la suite, le film est sorti en DVD[41] et Blu-ray[42] le 8 juillet 2015. Le film ressort en DVD[43] le 2 janvier 2016. À la suite des évolutions techniques afin d'améliorer la qualité d'image et de sons, le film sort dans une édition 4K Ultra HD + Blu-ray + Digital HD le 29 mars 2016[44].
- Au Québec, le film est sorti en DVD le 9 juin 2015[1].

### Suites
En février 2015, Mark Millar et Matthew Vaughn évoquent la possibilité d'une suite, si le premier film est un succès au box-office,. La Fox confirme plus tard la suite, sans préciser si Matthew Vaughn en sera le réalisateur. Le réalisateur est réputé comme étant opposé aux suites (il a notamment refusé Kick-Ass 2 et X-Men: Days of Future Past), mais il a cependant déclaré en juin 2015 : « J'aime ces personnages et je veux à nouveau travailler avec eux, donc je vais probablement casser la règle qui veut que je ne fasse pas de suites ».
Il est ensuite confirmé que Matthew Vaughn écrira la suite et qu'il pourrait même la réaliser,. Le tournage débute en mai 2016, pour une sortie prévue aux États-Unis le 16 juin 2017,. Le titre original Kingsman: The Golden Circle est révélé en mars 2016. Kingsman : Le Cercle d'or sort en octobre 2017.
Alors qu'un troisième film est en projet, Matthew Vaughn annonce la sortie d'une préquelle prévue pour 2020 et se déroulant durant la Première Guerre mondiale. Le film The King's Man : Première mission est repoussé à plusieurs reprises et sort finalement en décembre 2021.